# Берч-Бей (Вашингтон)
Берч-Бей (англ. Birch Bay) — переписна місцевість (CDP) в США, в окрузі Вотком штату Вашингтон. Населення — 10 115 осіб (2020).

## Географія
Берч-Бей розташований за координатами 48°53′47″ пн. ш. 122°44′18″ зх. д. / 48.89639° пн. ш. 122.73833° зх. д. (48.896452, -122.738463).  За даними Бюро перепису населення США в 2010 році переписна місцевість мала площу 41,59 км², з яких 41,47 км² — суходіл та 0,12 км² — водойми.

## Демографія
Згідно з переписом 2010 року, у переписній місцевості мешкало 8413 осіб у 3582 домогосподарствах у складі 2363 родин. Густота населення становила 202 особи/км².  Було 5411 помешкання (130/км²).
Расовий склад населення:
| - 88,6 % — білих - 3,2 % — азіатів - 1,2 % — корінних американців - 1,0 % — чорних або афроамериканців - 0,3 % — вихідців з тихоокеанських островів - 1,7 % — осіб інших рас |

До двох чи більше рас належало 3,9 %. Частка іспаномовних становила 6,2 % від усіх жителів.
За віковим діапазоном населення розподілялося таким чином: 21,5 % — особи молодші 18 років, 61,1 % — особи у віці 18—64 років, 17,4 % — особи у віці 65 років та старші. Медіана віку мешканця становила 44,2 року. На 100 осіб жіночої статі у переписній місцевості припадало 99,6 чоловіків;  на 100 жінок у віці від 18 років та старших — 98,8 чоловіків також старших 18 років.
Середній дохід на одне домашнє господарство  становив 64 800 доларів США (медіана — 58 715), а середній дохід на одну сім'ю — 70 847 доларів (медіана — 64 179). Медіана доходів становила 47 022 долари для чоловіків та 37 958 доларів для жінок. За межею бідності перебувало 14,9 % осіб, у тому числі 27,5 % дітей у віці до 18 років та 6,9 % осіб у віці 65 років та старших.
Цивільне працевлаштоване населення становило 3563 особи. Основні галузі зайнятості: роздрібна торгівля — 17,3 %, освіта, охорона здоров'я та соціальна допомога — 17,1 %, виробництво — 16,8 %.